# San Carlos, Arizona
San Carlos apačko naselje u američkoj saveznoj državi Arizona, okrug Gila, na području rezervata San Carlos. Prema popisu stanovništva iz 2010. u njemu je živjelo 4,038 stanovnika, poglavito Apači.